# Islandsk fårehund
Islandsk Fårehund (Islandsk: íslenskur fjárhundur) er en hunderace. Den islandske fårehund er den eneste hunderace der stammer fra Island. Den er lærenem og kræver normal motion. Den er en livlig familiehund og den vil hurtigt knytte sig til sin ejer; den bryder sig ikke om at blive efterladt alene. Racen har et medfødt instinkt til at gø. Med den rette træning og vejledning kan den islandske fårehund dog trænes til at være alene og dens tendens til at gø kan mindskes.  
Islandske fårehunde kan have flere forskellige farver og aftegninger, der er unikke for hvert enkelt individ. Nogle islandske fårehunde har ulvekløer. De har været gode for racen, når de skulle holde sig fast i de islandske fjelde. Pelsen kan både være lang- og korthåret. 

## Oprindelse
Den Islandske Fårehund blev bragt til Island af vikinger. Den har rødder tilbage fra Norden og er således en urnordisk spidshund.

## Pels
Den Islandske Fårehund's pels tørrer langsomt
og er meget renlig. Hunden fryser ikke når den er i vand, da den har en underuld der beskytter den fra at få vand på huden. Alle islandske fårehunde har et hvidt islæt (for eksempel en hvid pote). Den mest normale farve er rød.